# Thạnh Hòa, Giồng Riềng
Thạnh Hòa là một xã thuộc huyện Giồng Riềng, tỉnh Kiên Giang, Việt Nam.

## Địa lý
Xã Thạnh Hòa có vị trí địa lý:
- Phía đông giáp thị trấn Giồng Riềng
- Phía tây giáp xã Bàn Tân Định
- Phía nam giáp xã Bàn Thạch
- Phía bắc giáp xã Thạnh Bình.

Xã Thạnh Hòa có diện tích 21,88 km², dân số năm 2020 là 7.866 người, mật độ dân số đạt 360 người/km².

## Hành chính
Xã Thạnh Hòa được chia thành 6 ấp: Kênh Tắc, Láng Quắm, Tà Ke, Trao Tráo, Tư Hạt, Xẻo Mây.

## Lịch sử
Ngày 27 tháng 9 năm 1983, Hội đồng Bộ trưởng ban hành Quyết định số 107-HĐBT về việc chia xã Thạnh Hoà thành 2 xã lấy tên là xã Thạnh Hoà và xã Thạnh Bình.
Ngày 29 tháng 6 năm 2009, Chính phủ ban hành Nghị quyết số 29/NQ-CP về việc thành lập xã Thạnh Bình trên cơ sở 1.918,08 ha diện tích tự nhiên và 7.596 nhân khẩu của xã Thạnh Hòa.
Xã Thạnh Hòa còn lại 2.508,07 ha diện tích tự nhiên và 7.953 nhân khẩu.